# وادی دربات

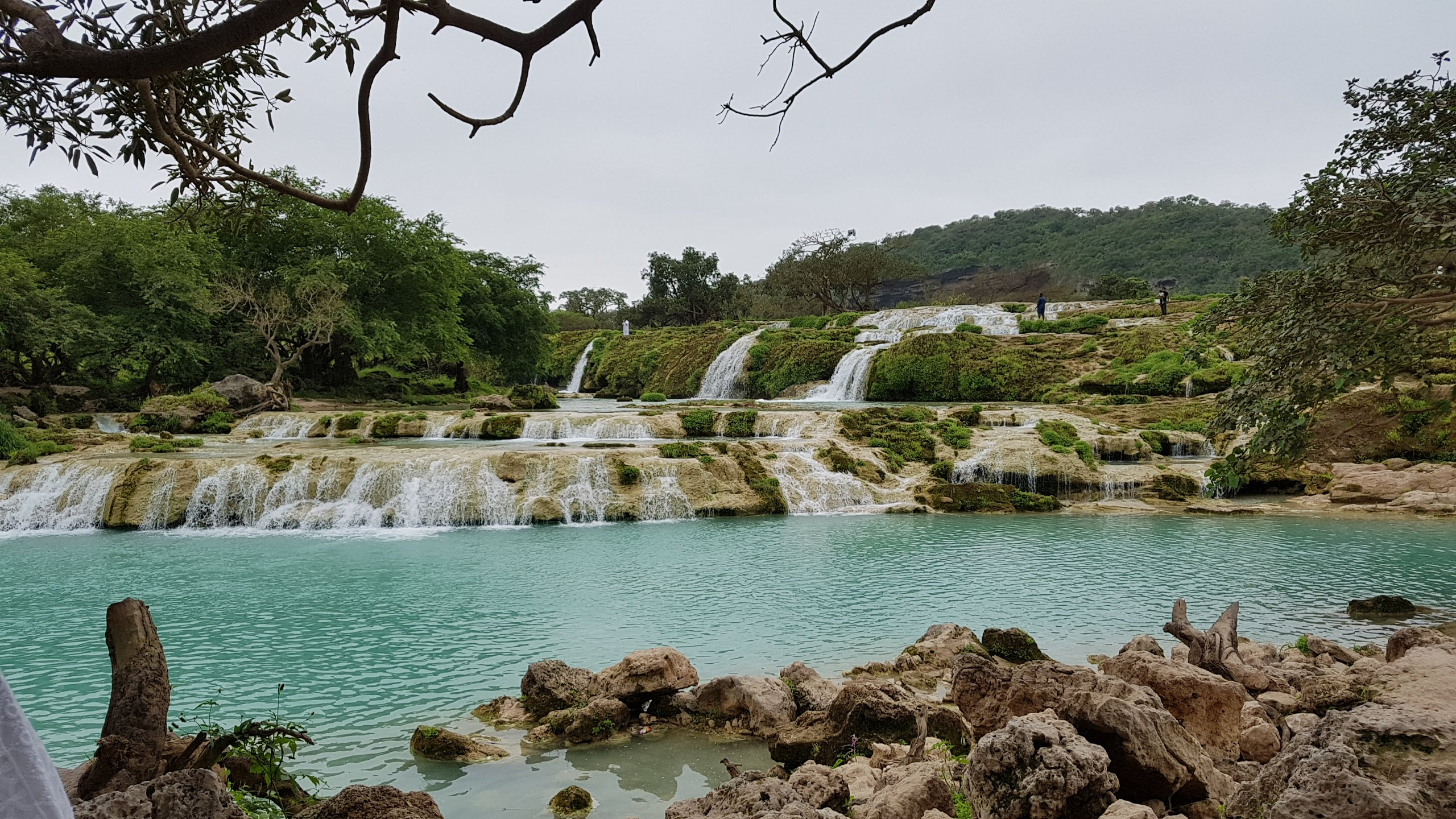

وادی دربات در شهرستان طاقه در استان ظفار کشور عمان جای دارد و یک بوستان طبیعی است که دربردارنده آبشارها، دریاچه‌ها، کوه‌ها و غارها و همچنین جانواران وحشی و سرزمین‌های سرسبز حاصل‌خیز است.

## جایگاه
وادی داربت در استان ظفار، در خاور شهرستان طاقه جای دارد. این دره راه خود را میان تپه‌ها و فلات‌ها می‌پیماید تا به خور روری می‌رسد و در آنجا به دریای عرب می‌ریزد.

## آبشارهای پاییزی
در پاییز، آب‌های دره که از کوه‌ها پایین می‌آیند، آبشارهایی می‌شوند که از بلندای ده‌ها متری پایین می‌ریزند.
ویژگی‌های این دره طبیعت دست‌نخورده و پوشش گیاهی انبوه و چشمه طبیعی و شماری غار است. روشن شد که اتاقک‌های پرآب غار طایق از آب دره سرچشمه می‌گیرد. بهترین زمان برای بازدید از این جایگاه از آغاز تیرماه تا پایان شهریور هر سال است.
جریان آبشار وادی داربت که «جعفر» نامیده می‌شود، با روان شدن و پیوستن به خور روری و بندر تاریخی سمهرم گردشگران را به سوی خود می‌کشاند.

## زندگی جانوران
فضاهای سبز، باغ‌ها، و کشتزارها با ده‌ها گونه درخت و درختچه. برجسته‌ترین و گسترده‌ترین آنها درختان سدر است که با این آبراهه‌های سرسبز و دریاچه‌های طبیعی هم‌پوشانی پیدا می‌کنند.